# Станкоагрегат

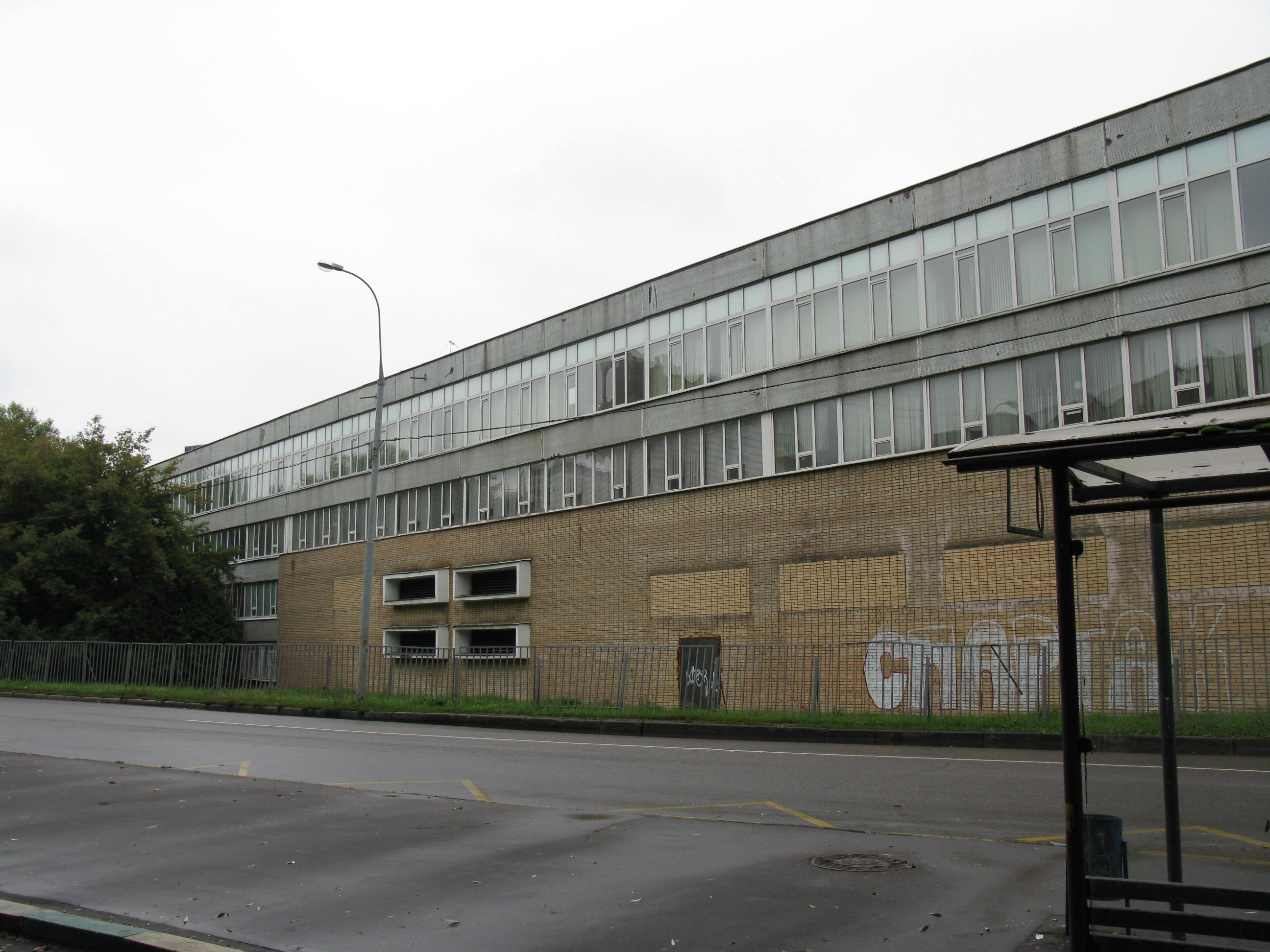
Корпус завода на Перовском шоссе

ОАО «Станкоагрега́т» (Московский завод агрегатных станков и автоматических линий «Станкоагрегат», до 1959 года завод «Стальмост») —  предприятие в Москве, производитель разнообразных станков и сложных автоматических линий автомобиле- и тракторостроения, сельскохозяйственного машиностроения и других производств. С 2020 г. предприятие в процессе банкротства.

## Первые пятилетки и индустриализация
В 1929 году на базе мостового цеха завода «Серп и Молот» и мастерских «Машинотрест» был создан завод «Стальмост». Ему была выделена территория на восточной окраине Москвы, возле села Карачарово, рядом с территорией завода «Фрезер».
На пустыре Карачарова поля было построено четыре деревянных барака, в которых разместились цеха нового предприятия. На 2,5 га его территории, огороженной временным забором, находилась, кроме цехов, ещё пара двухэтажных домов. Таким был период становления завода, коллектив которого с первых же дней своего существования включился в больбу за индустриализацию страны, за выполнение грандиозных планов первой пятилетки.
На первом этапе основной задачей завода была помощь народному хозяйству в индустриализации. Главной продукцией тогда были разнообразные металлоконструкции. С точки зрения производственно-экономических связей, потребителями продукции завода были первые индустриальные гиганты страны: Магнитогорский металлургический комбинат, Уралмашзавод, Краматорский завод тяжёлого машиностроения, Челябинский и Харьковский тракторные заводы, Соликамский химический комбинат, ДнепроГЭС и другие — только начинавшие строиться.
Вторая половина 1930-х годов стала новым этапом в жизни коллектива молодого завода. С 1935 года с момента опубликования постановления ЦК ВКП(б) и Совета народных комиссаров «О десятилетнем плане реконструкции Москвы» завод приступил к выполнению заказов города. В этот период и в годы следующих пятилеток завод выпускал эскалаторы для первых трёх очередей метрополитена, участвовал в изготовлении каркасов крёмлевских звёзд и их установке на башнях Кремля, изготовил шлюзовые ворота, затворы, подъёмники, решётки, закладные части, многообразные металлоконструкции гидротехнических сооружений канала имени Москвы и перекрытия Химкинского речного вокзала. Кроме того, завод изготовил Белорусский мост через Москва-реку в районе Филей, перекрытие павильона «Механизация» на ВСХВ (ныне павильон «Машиностроение» на ВВЦ), каркас для монументальной скульптуры В. И. Мухиной «Рабочий и колхозница», перекрытия и механизацию для Государственного академического Малого театра, а также участвовал в сборке Крымского моста и во многих других проектах. В целом можно сказать, что второй этап в истории завода характеризуется тем, что разнообразие и сложность продукции увеличивается, а потребителем по-прежнему является только государство.

### Годы Великой Отечественной и период восстановления
В годы Великой Отечественной войны завод переключается на удовлетворение потребностей фронта и обороны Москвы. «Всё для фронта! Всё для Победы!» — под таким девизом в цехах завода ремонтировались бронированные площадки бронепоездов, изготовлялись корпуса мин для легендарных «Катюш», антенны радиолокаторов, противотанковые препятствия («ежи») и т. д. В первые месяцы войны завод не был эвакуирован в глубокий тыл и после разгрома фашистских войск под Москвой сразу включился в работу по оказанию помощи районам, пострадавшим от оккупации немецко-фашистских войск, в работу по восстановлению объектов народного хозяйства. В годы войны продолжалось строительство московского метрополитена — метростроевцы получали конструкции с маркой «Стальмост». В 1943 году большая группа работников завода была удостоена высоких правительственных наград.
После войны завод освоил выпуск мостовых электрических кранов и других видов подъёмно-транспортного оборудования. В послевоенные годы завод поставлял продукцию во многие зарубежные страны: на строительство Бхилайского металлургического комбината в Индии, в Египет, Болгарию, Монголию, Корею, Румынию, Вьетнам и Китай.
Работа конструкторов и технологов завода по усовершенствованию мостовых кранов обеспечила уже в 1955 году пуск новых конструкций, изготовленние которых велось по самой прогрессивной технологии, а к 1958 году коллектив завода довёл их выпуск до 600 в год.

### Переспециализация на изготовление автоматических линий
С 1959 года согласно решению Пленума ЦК КПСС (июнь 1958 года) завод переспециализировался на изготовление нового вида продукции — специальных станков и автоматических линий для автомобильной промышленности, тракторного и сельскохозяйственного машиностроения. Завод получает новое имя — Московский завод агрегатных станков и автоматических линий «Станкоагрегат». За следующие годы завод создал целую гамму бесцентровых внутришлифовальных станков, изготовил сотни автоматических линий. География поставок раскинулась от Ивано-Франковска до Якутии, от Норильска до Ташкента, поставки также велись в Югославию, Болгарию и Японию.
Уже в течение VIII и IX пятилеток проводится коренная реконструкция завода, строятся новые производственные корпуса, оборудованныне по последнему слову технического прогресса, построены благоустроенные бытовые помещения. За годы реконструкции построен корпус прецизионных станков общей площадью 122,3 тыс. м², цех автоматических линий общей площадью 9,1 тыс. м², ремонтно-механический цех, очистные сооружения, реконструирован и расширен цех металлоконструкций, корпус блока цехов, построено техучилище на 500 мест, столовая на 500 мест, клуб на 400 мест, заводская гостиница на 950 мест.
В начале 1970-х в стране резко возросла потребность в высокопроизводительном оборудовании для предприятий автомобильной и автотракторной промышленности. В 1973 году заводу поручают освоение выпуска новых автоматических линий. Уже на следующий год предприятия страны получили 56 агрегатных станков и 11 автоматических линий.
Высокопроизводительные автоматические линии и агрегатные станки завода «Станкоагрегат» поставлялись Московскому автомобильному заводу им. Лихачёва, АЗЛК, Камскому автомобильному заводу, Горьковскому автозаводу, Ярославскому тракторному заводу, Курскому заводу автозапчастей, Запорожскому автомобилестроительному заводу, заводу «Компрессор», Владимирскому тракторному и Волгоградскому моторному, Харьковскому тракторному и Волжскому моторному заводам, автозаводу «Донхван Ситроен» в Китае и другим.
К началу 1980-х годов «Станкоагрегат» выпускал уже широкий круг товаров: автоматические линии, агрегатные станки, специальные станки, шпиндельные коробки, электрошкафы, сварные конструкции для станкостроения, товары народного потребления: мебельную фурнитуру, изделия из полимерных материалов.

### После распада СССР
В начале 1990-х, как и многие российские предприятия, завод «Станкоагрегат» был приватизирован. Открытое акционерное общество «Станкоагрегат» учреждено в соответствии с Указом Президента Российской Федерации от 1 июля 1992 г. № 721.
ОАО «Станкоагрегат» принимает активное участие в решении экологических и коммунальных проблем г. Москвы: для коммунальных нужд города заводом были изготовлены механизированные приёмные бункеры с молотковыми дробилками для оснащения снегосплавных камер. Спроектированы и изготовлены автоматизированные комплексы для сортировки и брикетирования отходов.
ОАО «Станкоагрегат» принимает участие в международной программе утилизации и уничтожения химических снарядов. Для предприятий, занимающихся данной проблемой, были спроектированы и изготовлены: установки для расснаряжения боеприпасов, транспортные системы для автоматизации технологических процессов, оснащённые манипуляторами, вентиляционные системы.
Организация ОАО "СТАНКОАГРЕГАТ" находится в процессе банкротства. Юридическое лицо признано несостоятельным (банкротом) и в отношении него открыто конкурсное производство 24 января 2020 г.

## Продукция

### Выпускавшаяся ранее продукция
- Каркас для монументальной скульптуры «Рабочий и колхозница»
- Каркас крёмлевских звёзд
- Эскалаторы для первых трёх очередей метрополитена
- Шлюзовые ворота, решётки, многообразные металлоконструкции гидротехнических сооружений канала имени Москвы
- Перекрытия Химкинского речного вокзала
- Белорусский мост
- Перекрытие павильона «Механизация» на ВСХВ (ныне павильон «Машиностроение» на ВВЦ)
- Перекрытия и для Малого театра
- Автоматические линии и агрегатные станки для
  - Завода им. Лихачёва
  - АЗЛК
  - КАМАЗа
  - ГАЗа
  - ЗАЗа
  - Ярославского тракторного завода
  - Курского завода автозапчастей
  - Завода «Компрессор»
  - Владимирского тракторного завода
  - Волгоградского моторного завода
  - Харьковского тракторномого завода
  - Волжского моторного завода
  - Автозавода «Донхван Ситроен» в Китае и других
- Специальные станки
- Шпиндельные коробки
- Электрошкафы
- Сварные конструкции для станкостроения
- Мебельная фурнитура
- Изделия из полимерных материалов
- Изделия из пластмассы (до 12 марта 2012).

### Выпускаемая до банкротства продукция[2]
- Мусоросортировочные комплексы
- Автоматические линии
- Манипуляторы, транспортные системы
- Снегоплавильные камеры
- Агрегатные, специальные металлорежущие станки
- Гибкие переналаживаемые системы

## Банкротство
Решением Арбитражного суда города Москвы от 26 февраля 2018 года по делу № А40-109247/15 ОАО «Станкоагрегат» (ОГРН 1027700365880, ИНН 7721030981) признано несостоятельным (банкротом), открыта процедура банкротства – конкурсное производство сроком на шесть месяцев.
Снос территории завода был начат в начале декабря 2022 года и закончен в середине марта 2023 года. Расчищенная от зданий и сооружений, она была передана под застройку жилых комплексов «Level Нижегородская», «Квартал Издание» и «Бестселлер», а также под создаваемый ландшафтный парк.